# Distretto di Ağın
Il distretto di Ağın (in turco Ağın ilçesi) è uno dei distretti della provincia di Elâzığ, in Turchia.